# Балдаев, Данциг Сергеевич
Да́нциг Серге́евич Балда́ев (1925—2005) — советский и российский сотрудник правоохранительных органов, полковник милиции, ветеран МВД, тюремный надзиратель следственного изолятора Кресты, коллекционер тюремных татуировок, собиратель тюремного фольклора, художник.

## Биография
Родился в 1925 году в семье богатого бурятского фольклориста и этнографа Сергея Петровича Балдаева и крестьянки Степаниды Егоровны Бажичеевой-Балдаевой. Мать умерла в 1935 году. В 1938 году отца арестовали по доносу. Данциг Сергеевич попал в детский дом для детей врагов народа вблизи города Тулуна в Иркутской области на два года, до освобождения отца в 1940 году «за недоказанностью». В 1943 году был призван на службу в РККА на границе с Маньчжурией. После окончания войны и демобилизации переехал в 1948 году с отцом в Ленинград и работал в системе МВД — сначала как пожарный, а начиная с 1951 года в качестве охранника в тюрьме Кресты. После окончания с отличием Кавказской школы милиции в 1957 году — работал в уголовном розыске Ленинградской милиции. В 1981 году вышел на пенсию. За время службы в МВД задержал более трёхсот воров, грабителей, убийц, насильников.

### Изучение тюремного быта и фольклора
Вплоть до своей смерти занимался сбором и систематизацией тюремного фольклора, татуировок, составлением словаря уголовного языка (фени).
Автор книг «Татуировки заключённых», «Russian criminal tattoo», «Drawings from the Gulag», «Словарь блатного воровского жаргона», «Феня от А до Я» в двух томах, «Татуировки», «Проститутки для КГБ» и других.
Автор многочисленных рисунков об ужасах ГУЛага, созданных в конце 1980-х годов на основе собранного фольклора.
Отец говорил мне, что в переводе с санскрита слово «Россия» означает «экспериментальная страна или поле Сатаны». Один сказитель-улигершин говорил отцу: «В настоящее время чертям и дьяволам нечего бояться: раньше они опасались священников, шаманов, церквей, монастырей, мечетей, дацанов, а сейчас они в образе людей стали коммунистами, энкавэдэшниками, доносчиками (мелкие черти), комбедовцами»
Труды Д. С. Балдаева являются важным источником по истории повседневности и быта сталинских концлагерей, лагерного произвола и беззаконий, творившихся в годы сталинского террора, от автора, непосредственно служившего в системе органов МВД и передающего факты из тюремной и лагерной жизни беспристрастным взглядом.

## Книги
- Балдаев Д. С. Словарь блатного воровского жаргона: В 2 т. Т. 1: От А до П. — М.: Кампана, 1997. — 367 с. ISBN 5-7941-0002-8
- GULag-Zeichnungen. Herausgegeben von Hans-Peter Böffgen, Thees Klahn und Andrzej Klant. Zweitausendeins, Frankfurt/M. 1993, ISBN 3-86150-001-9
- Балдаев Д. С. Татуировки заключенных: Скопированные и собранные ветераном МВД СССР Балдаевым Д. С. с 1948 по 2000 г. : Из личного собрания автора: [Альбом]. — СПб.: Лимбус Пресс, 2001. — 166, [2] с. ISBN 5-8370-0128-X
- Baldaev D. Russian Criminal Tattoo Encyclopedia. Vol. I ISBN 3-88243-920-3
- Baldaev D. Russian Criminal Tattoo Encyclopedia. Vol. II. ISBN 978-0-9550061-2-8
- Baldaev D. Russian Criminal Tattoo Encyclopedia. Vol. III. ISBN 978-0-9550061-9-7
- Балдаев Д. С. Султана вызывают в Смольный. Записки Кинолога